# Mārtiņš Laksa
Mārtiņš Laksa (ur. 26 czerwca 1990 w Rydze) – łotewski koszykarz, występujący na pozycjach rzucającego obrońcy lub niskiego skrzydłowego, reprezentant kraju, od 2023 zawodnik Tauron GTK Gliwice.
15 sierpnia 2019 roku podpisał kontrakt z Startem Lublin. 4 sierpnia 2023 został zawodnikiem Tauron GTK Gliwice.

## Osiągnięcia
Stan na 9 lutego 2024 na podstawie, o ile nie zaznaczono inaczej.

### Klubowe
- Mistrz:
  - Ligi Bałtyckiej (2013)
  - Łotwy (2011, 2014, 2016)
- Wicemistrz:
  - Ligi Bałtyckiej (2011)
  - Polski (2020)
  - Łotwy (2008, 2010, 2012, 2013)
- Zdobywca pucharu BLL Cup Ligi Bałtyckiej (2011, 2016)
- Uczestnik rozgrywek EuroChallenge (2009/2010, 2011–2014)

### Indywidualne
- MVP:
  - miesiąca Ligi Bałtyckiej (październik 2016)
  - kolejki EBL (16 – 2020/2021)[8]
- Zaliczony do I składu kolejki EBL (9, 16 – 2020/2021)[9][10]
- Zwycięzca konkursu rzutów za 3 punkty EBL (2021)[11]
- Uczestnik:
  - meczu gwiazd ligi łotewskiej (2015–2017)
  - konkursu rzutów za 3 punkty EBL, rozegranego podczas pucharu Polski (2020[12], 2024[13])
- Lider EBL w skuteczności rzutów wolnych (2021 – 98,6%)[14]

### Reprezentacja
- Uczestnik:
  - kwalifikacji do Eurobasketu (2013)
  - mistrzostw Europy:
    - U–20 (2010 – 11. miejsce)
    - U–18 (2008 – 7. miejsce)
    - U–16 (2006 – 11. miejsce)